# Кристина Норвежская (инфанта Кастильская)
Кристина Хаконсдоттер (норв. Kristina Håkonsdotter; 1234—1262) — норвежская принцесса, дочь короля Норвегии Хакона IV и Маргрете Скулесдоттер.
В рамках альянса она была обручена с Филиппом, братом Альфонсо Х Кастильского. Они поженились в 1258 году, и она жила в Кастилии до своей смерти четыре года спустя. Кристина хотела, чтобы в Кастилии была построена церковь, посвящённая святому Олафу. 750 лет спустя «модернистская версия [простой] доримской церкви» была построена в Коваррубиасе и освящена 18 сентября 2011 года.

## Средневековые источники
Главным источником информации о Кристине является исландец Стурла Тордарсон, которой был племянником Снорри Стурлусона и переехал в Норвегию в 1263 году. Брат Кристины Магнус Лагабете поручил Стурле написать сагу о своем отце («Саги о Хаконе Старом») вскоре после смерти короля Хакона IV 16 декабря 1263 года на Оркнейских островах. Для работы над сагой Стурла общался с современниками короля, и, чтобы встретиться с Кристиной, отправился в  Испанию.
Сага повествует о том, как король Хакон в 1255 году отправил в Кастилию делегацию, где они представили двору подарки короля: соколов, меха и кожи. Норвежские послы были хорошо приняты при испанским дворе, а в следующем году, когда они вернулись в Норвегию, их сопровождали представители Альфонсо X, короля Кастилии, Леона и Галиции во главе с королевским нотариусом Сирой Феррантом. Феррант спросил короля Хакона, может ли его дочь Кристина обручиться с одним из братьев короля Альфонсо. Сага рассказывает, что король Хакон с настороженность рассмотрел эту просьбу. Он посоветовался с архиепископом и несколькими мудрецами прежде чем принять решение. Хакон согласился на просьбу при условии, что Кристине будет разрешено самой выбрать себе супруга из числа братьев короля Альфонсо.

## Путешествие в Испанию

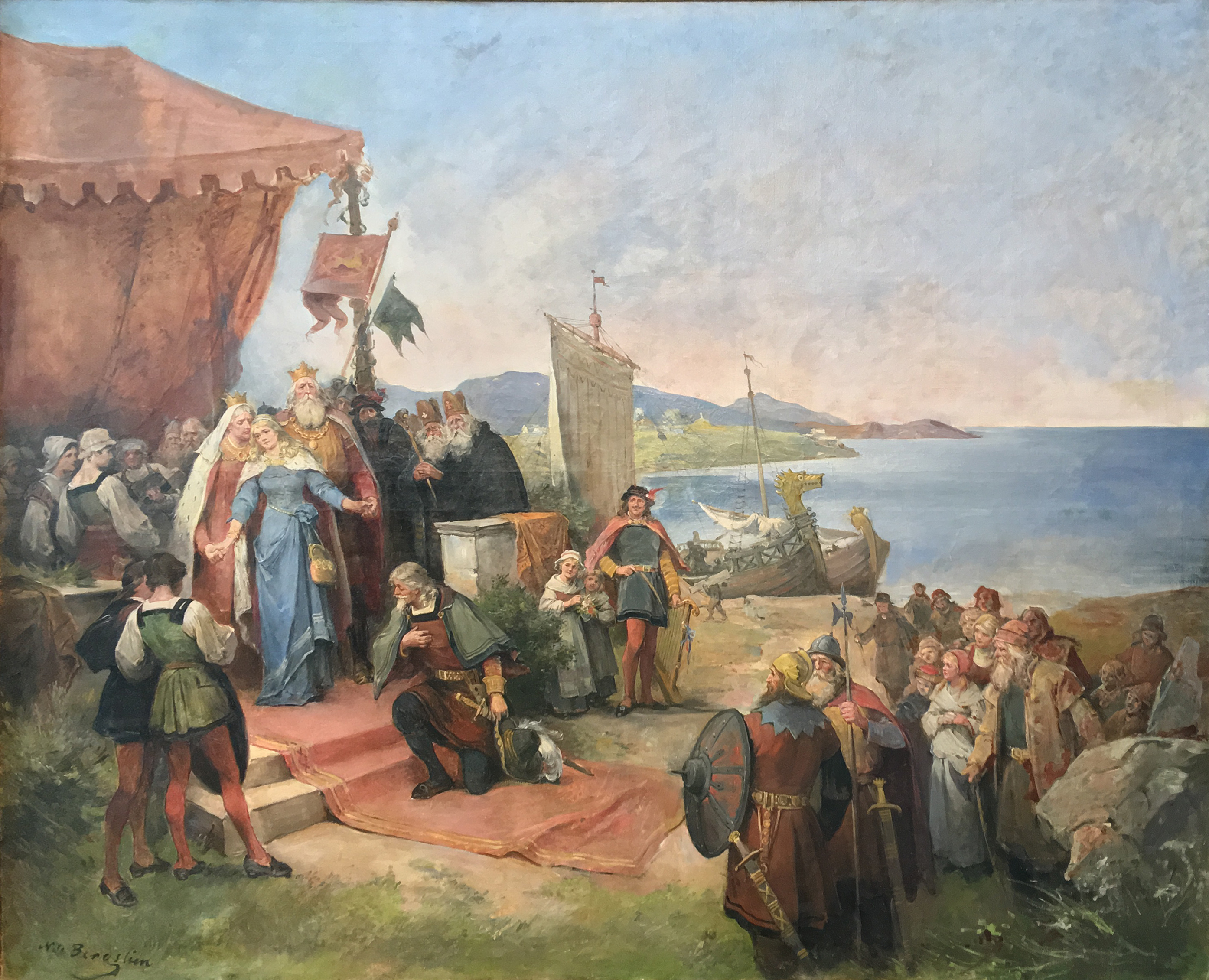
Картина Нильса Бергслина «Отъезд Кристины в Испанию»

Кристина покинула Тёнсберг в Норвегии летом 1257 года со свитой более чем из ста человек. После плавания через Северное море в Ярмут, Англия, они пересекли Ла-Манш и причалили в Нормандии, продолжив своё путешествие до французско-испанской границы верхом. В Барселоне её встретил король Хайме I Арагонский (отец Виоланты Арагонской, жены короля Альфонса X), который был покорён красотой Кристины. В канун Рождества 1257 года в королевском монастыре Лас Уэльгас в Бургосе был дан праздничный пир; монастырь существует и поныне.
В Паленсии норвежцы были официально встречены королём Альфонсо, который сопроводил их в город Вальядолид 3 января 1258 года, «где её тепло приветствовали все горожане, дворяне и духовенство, которые собрались там для кортеса». Там она впервые встретила братьев короля и в конечном итоге выбрала самого молодого, Филиппа, который был на три года старше Кристины. Хотя он должен был стать монахом, но нарушил обет, пленившись красотой девушки.
Инфант Филипп и Кристина Норвежская поженились 31 марта 1258 года в церкви Санта-Мария-ла-Майор (сейчас на этом месте стоит собор Вальядолида). Никаких записей о том, каким был их брак не сохранилось. У них не было детей, и всего четыре года спустя Кристина умерла в возрасте 28 лет в Севилье.
Тело Кристины было доставлено в церковь аббатства в Коваррубиасе, которая находится в 40 км к югу от Бургоса. Там её деревянный гроб была помещён в простой известняковый саркофаг, украшенный резными виноградными листьями.

## Вскрытие гробницы

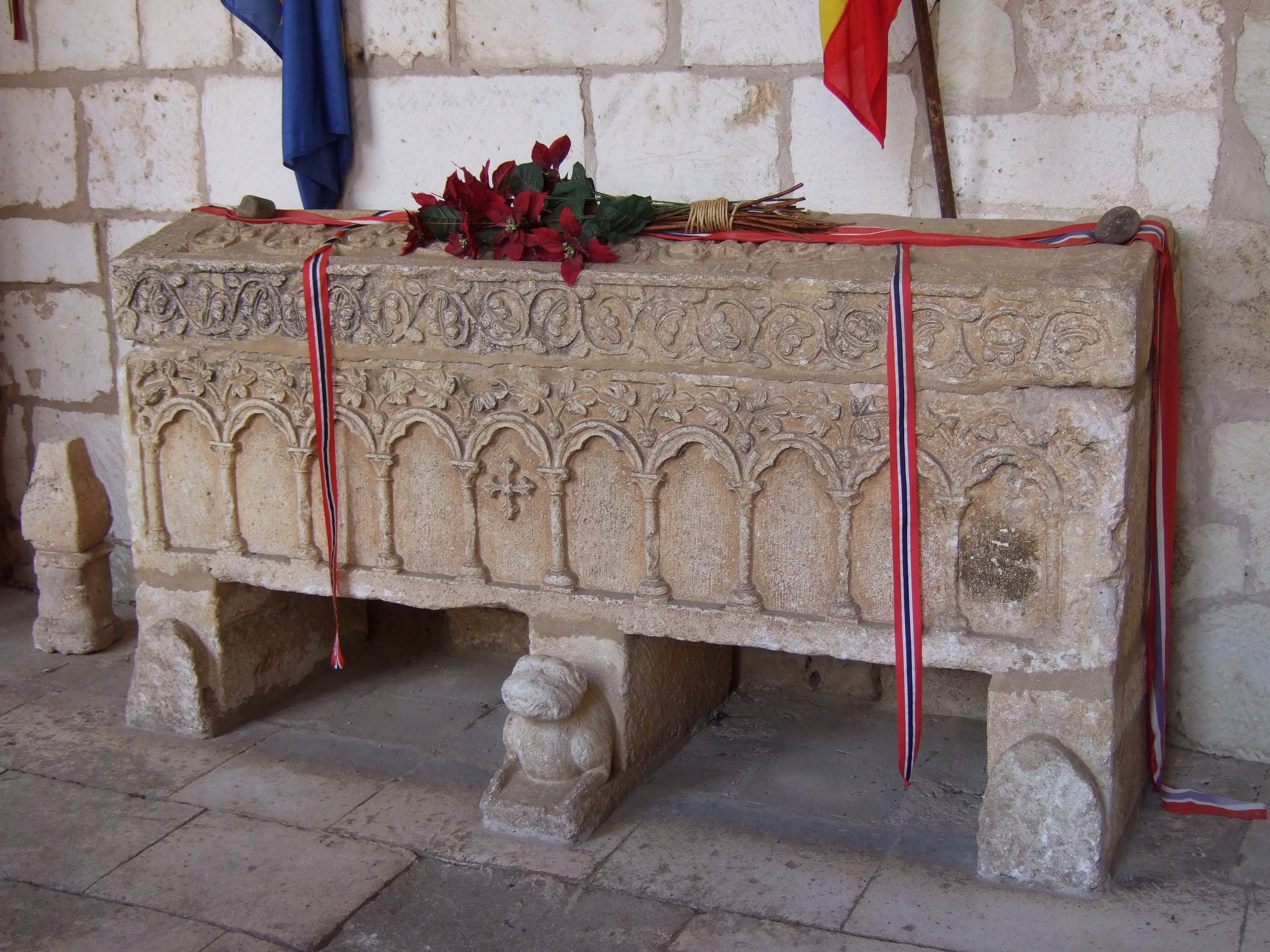
Саркофаг инфанты Кристины в коллегиальной церкви Сан-Косме в Сан-Дамиане

В 1952 году её саркофаг был вскрыт во время реставрационных работ. Кусок пергамента с письменами, который был найден в саркофаге, был показан приходскому священнику Коваррубиаса, отцу Руфино Варгасу Бланко. Крышка саркофага была перемещена, а затем официально открыта в 1958 году как место упокоения Кристины, что частично основано на рукописи 1757 года, в которой указано место её захоронения.
Саркофаг и его содержимое были исследованы археологами и историками Мануэлем Айяла и Хосе Луисом Монтеверде. Изучив материал крышки, они заключили, что известняк поступил из Хонтории, а сохранившиеся внутри саркофага ткани действительно относятся к XIII веку. В докладе докторов антропологии Максимилиано Гутьерреса и Габриэля Эскудеро сообщается:
Частично мумифицированный скелет длиной 1,72 м (5 футов 6 дюймов) — череп небольшой, и все зубы хорошо сохранились без каких-либо признаков кариеса... Всё указывает на то, что это скелет женщины высокого роста, молодой и сильной...